# Кунчюс, Альгимантас
Альги́мантас Ку́нчюс (лит. Algimantas Kunčius; 14 августа 1939, Пакруойис, Литва) — признанный классик литовской фотографии.

## Биография
С 1945 по 1957 жил и учился в Каунасе. В 1958—1960 годах учился на факультете права Вильнюсского университета. В 1960—1963 учился на факультете музыки Вильнюсского педагогического института.
1963—1965 работал фотокорреспондентом еженедельника „Literatūra ir menas“ («Литература и искусство»).
1992—1998 — заведующий отделом иллюстраций журнала „Kultūros barai“ («Сферы культуры»).
1997—2001 работал заведующим секцией художественной фотографии Литовского музея искусств.
1968—1969 был членом оргкомиссии Общества фотоискусства Литвы и одним из его основателей.
1970—1980 работал председателем художественного совета этого Общества.
1981—1991 — консультант Союза фотоискусства Литвы и член правления Союза с момента его основания по нынешний день.
1991—1997 и с 2007 — член комиссии Национальных премий Литвы в области культуры и искусства.
1976 Международной федерацией фотохудожников присвоен статус фотохудожника (AFIAP).

## Награды и звания
- 1998 — лауреат Национальной премии Литвы в области культуры и искусства.
- 2001 — награждён орденом Великого князя Литвы Гядиминаса 5-й степени.

## Важнейшие серии
«Встречи» (1963—2008)
«Воскресенья» (1968—1985)
«Реминесценции» (1976—1988)
«Виды далей» (1985—1998)
«Книга облаков» (1985—2001)
«У моря» (1965—2008)
«Снято в Вильнюсе» (1963—2008)
«Мюнхен в апреле» (1990)
С 1963 участвует практически во всех групповых выставках, представляющих литовского фотоискусство в стране и за рубежом.